# Rear naked choke

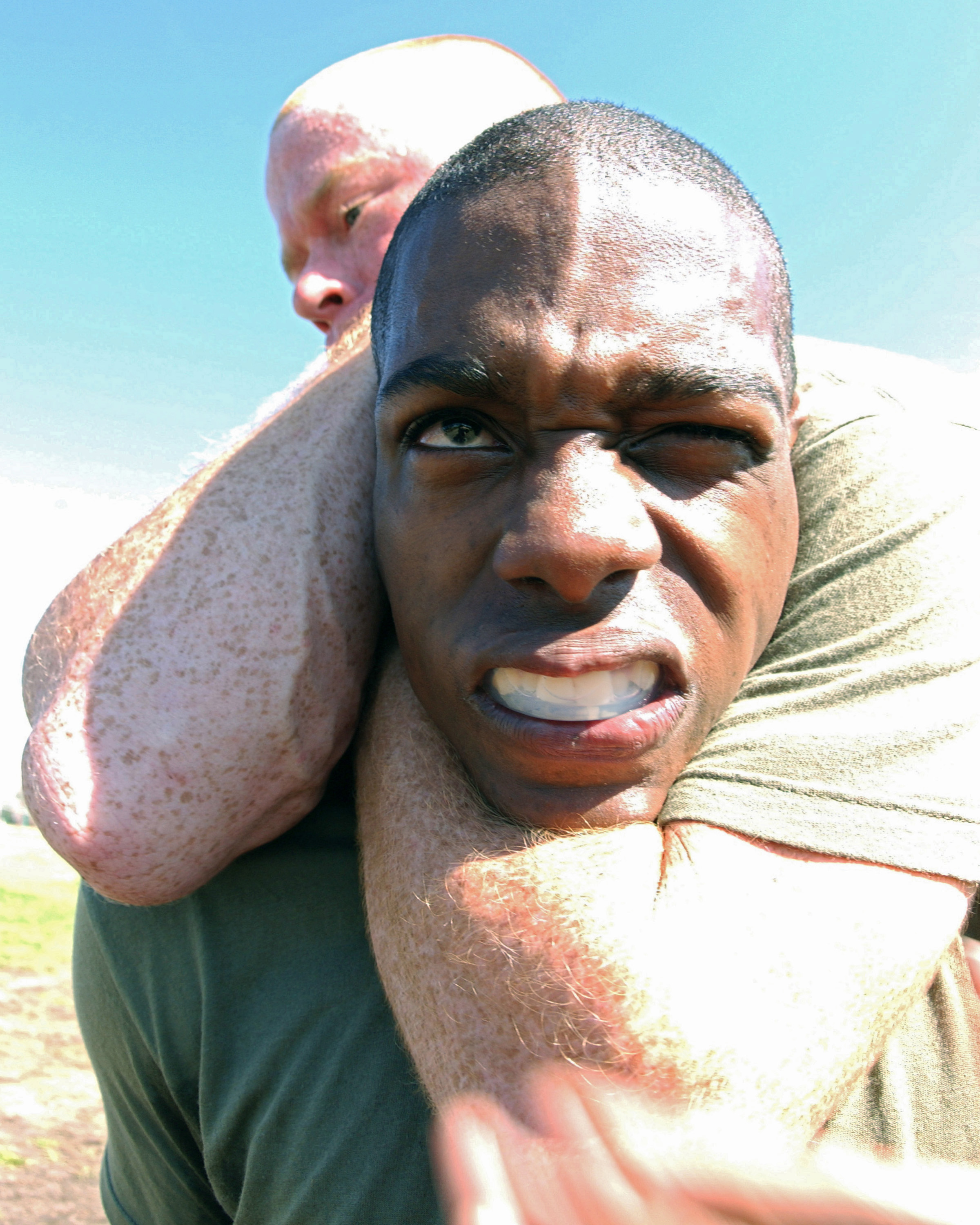
Un marine ejecutando un rear naked choke" a otro.

Rear naked choke, conocida como estrangulación desnuda, es una técnica de estrangulación sanguínea utilizada en artes marciales y deportes de combate. Es utilizada desde la espalda del oponente, y utiliza la doblez del brazo para oprimir su cuello y someterle. El término "desnuda" proviene del jiu-jitsu y del judo, donde significa que puede ser realizada sin necesidad de mangas o chaquetas, a diferencia de otras técnicas de estas disciplinas.
Esta estrangulación tiene dos variantes: en la primera, el brazo del usuario rodea el cuello del oponente y apresa su propio bíceps del otro brazo; en la segunda, el atacante cierra sus manos juntas en lugar de rodear el cuello. Cada estilo de lucha suele tener su propia versión de la técnica, pero todos ellos tienen en común un número de características.

## Variantes

### Hadaka-jime
La disciplina del judo utiliza como variante estándar la "hadaka-jime" (lit. "estrangulación desnuda" en japonés). En ella, el usuario utiliza la parte más cercana a la muñeca del hueso radio para presionar contra el cuello del adversario, cerrando ambas manos sobre el hombro del rival para asegurar la llave. Debido al ángulo inherente de su aplicación, esta técnica ataca la tráquea, interrumpiendo el paso de aire, aunque un manejo apropiado puede transicionarla de estrangulación aérea a sanguínea al mover la presión sobre la carótida. Requiere menos fuerza que otras variantes, y también causa más dolor e incomodidad al adversario, pero también conlleva un menor control de su cabeza.
En las artes marciales mixtas (MMA), Fedor Emelianenko es un conocido usuario de esta variante, habiendo sometido a Kazuyuki Fujita y Tim Sylvia con ella en oposición a con la siguiente variante, más común en ese deporte. En la escuela Danzan-Ryu de jiu-jitsu, es conocida como "hadaka-jime-ni" o segunda estrangulación desnuda, mientras que en el jiu-jitsu brasileño es llamada "mão-com-mão".

### Mataleón

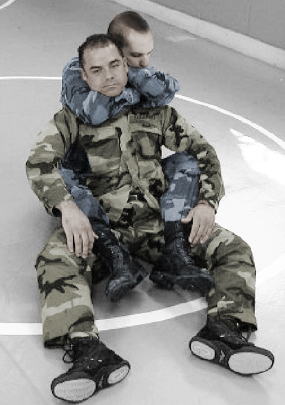
Soldado ejecutando una mataleón a otro.

En esta variante, considerada la más común y fundamental, el usuario rodea completamente el cuello del oponente con su brazo, oprimiendo sus costados entre el hueso radio y el húmero. La posición de las manos después de esta entrada puede variar, pero usualmente se mantiene al oponente del brazo utilizado para estrangular sujeta en el codo plegado del otro brazo, colocando la mano de este sobre la cabeza del oponente. Desde esta posición, el usuario ejerce presión horizontal entre ambos brazos para detener el suministro de sangre de las carótidas del oponente. Si se realiza correctamente, el oponente pierde la consciencia en pocos segundos.
Esta variante es la más utilizada en grappling y MMA, ya que ejerce un control mayor del cuerpo del adversario y no entraña riesgo de dañar la tráquea. Su nombre y principal popularidad provienen de la disciplina tardía del jiu-jitsu brasileño, donde se le da el apelativo de mataleón o "mata leão", aunque la técnica en sí misma puede rastrearse de nuevo al judo y al antiguo jiu-jitsu. En el primer caso, aunque se trata de una variante diferente, recibe el mismo nombre de "hadaka-jime", siendo muy pocas veces enseñada formalmente. Por su parte, en la escuela Danzan-Ryu es conocida como "hadaka-jime-san" o tercera estrangulación.

### Sleeper hold

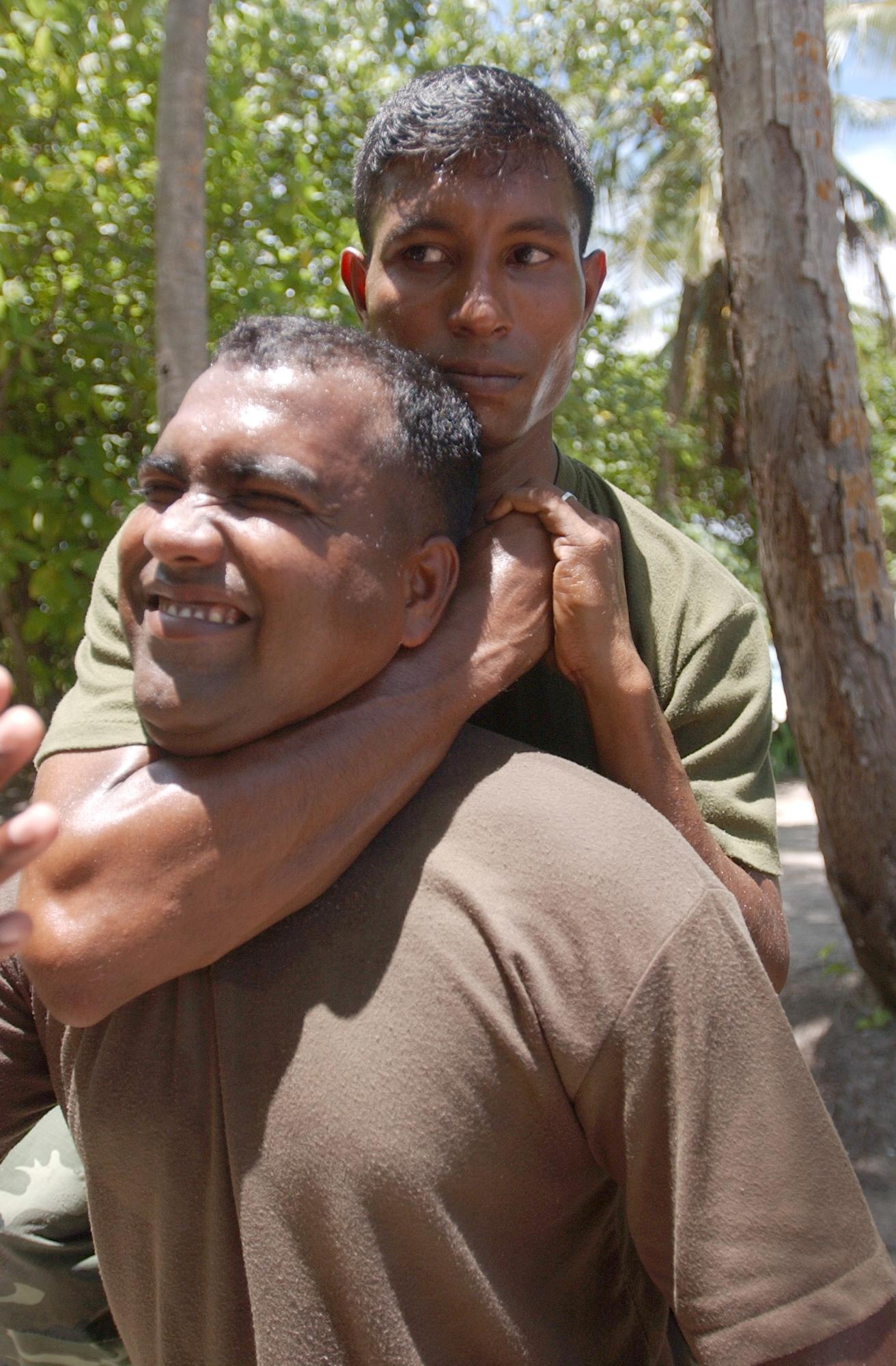
Soldado ejecutando la variante sleeper hold a otro; nótese cómo una mano empuja la otra para incrementar la presión.

"Sleeper hold" es el nombre dado a la variante oriunda del catch wrestling, y por extensión de la lucha libre profesional. Es similar a la versión anterior, con la principal diferencia radicando en la posición de las manos tras rodear el cuello: en este deporte, el usuario agarra su propio hombro en lugar del bíceps con la mano del brazo utilizado en la presa, o también puede cerrar esta mano en un puño y utilizar la otra para empujarla en dirección a la cabeza del oponente, incrementando de forma extra la presión. En esta variante se hace también énfasis en empujar con los músculos abdominales.
Su uso en el catch fue popularizado por Evan Lewis, apodado "The Strangler" ("El Estrangulador"). Como curiosidad, esta y otras estrangulaciones de cualquier clase estaban prohibidas en la mayoría de reglamentos de catch, y sólo se permitían si éstos tenían lugar bajo la etiqueta de "no holds barred" ("sin llaves prohibidas"), y si la estrangulación en cuestión era sanguínea y no aérea.

## Riesgos
Esta técnica, en cualquiera de sus variaciones, puede resultar extremadamente peligrosa si se realiza de manera incorrecta. Cuando se utiliza como estrangulación sanguínea en particular, la presa reduce inmediatamente el suministro de oxígeno al cerebro, lo cual lleva al oponente a la inconsciencia y, si se mantiene aún más tiempo, al daño cerebral irreversible o muerte por hipoxia cerebral. Por tanto, es imperativo conocer el estado físico del oponente al realizarla, así como soltar la técnica al primer signo de rendición o pérdida de consciencia.